# Ulrike Sattler
Ulrike Sattler (née en 1966 à Munich) est une informaticienne, professeure d'université au sein du département de computer science de l'université de Manchester.

## Biographie
De 1988 à 1994, Sattler fait des études d'informatique à l'université Friedrich-Alexander d'Erlangen-Nuremberg, où elle obtient son diplôme. Elle soutient une thèse de doctorat summa cum laude sous la direction de Franz Baader à la RWTH Aix-la-Chapelle en 1998 ; titre de sa thèse : Technological Knowledge Representation Systems in a Chemical Engineering Application.
De 1998 à 2002, elle est assistante de recherche à l'Université RWTH d'Aix-la-Chapelle, puis et jusqu'en 2003 à l'Institut d'informatique théorique de l'université technique de Dresde . Elle y soutient son habilitation en 2003 avec une thèse d'habilitation intitulée  Logiques de description pour les ontologies . Elle est ensuite lecturer, puis senior lecturer à l’université de Manchester, où elle a été promue reader (en) en 2006 et professeure en 2007.

## Recherche
Les recherches de Sattler portent sur les logiques  de la représentation des connaissances, notamment la logique de description, la logique dynamique et la logique modale. Elle étudie également les problèmes d'inférence, la théorie de la complexité et les processus décisionnels liés à la représentation des connaissances. Cette recherche a été importante dans le développement du Web Ontology Language (OWL) et de son utilisation en bioinformatique et en biologie moléculaire.

## Responsabilités
Sattler est membre du comité de rédaction du Journal of Logic and Computation, du Journal of Automated Reasoning et membre du steering committee  de la International Joint Conference on Automated Reasoning (IJCAR).

## Publications
Elle est coauteur, avec Franz Baader, Lutz Carsten et Ian Horrocks, d'un manuel de logique descriptive.

## Distinctions et honneurs
- 1999 : Prix Friedrich Wilhelm, de l'université technique d'Aix-la-Chapelle.
- 2008 : avec Bijan Parsia et Matthew Horridge : prix du meilleur article de l'International Semantic Web Conference (ISWC).[réf. nécessaire]
- 2013 : élue membre de l'Academia Europaea[2].
- 2018 : avec Matthew Horridge, Bijan Parsiaden, le SWSA Ten Year Award pour l'article ayant le plus grand impact du processus ISWC dix ans auparavant.[pas clair][réf. nécessaire]